# Liste der Kreisstraßen in Wolfsburg

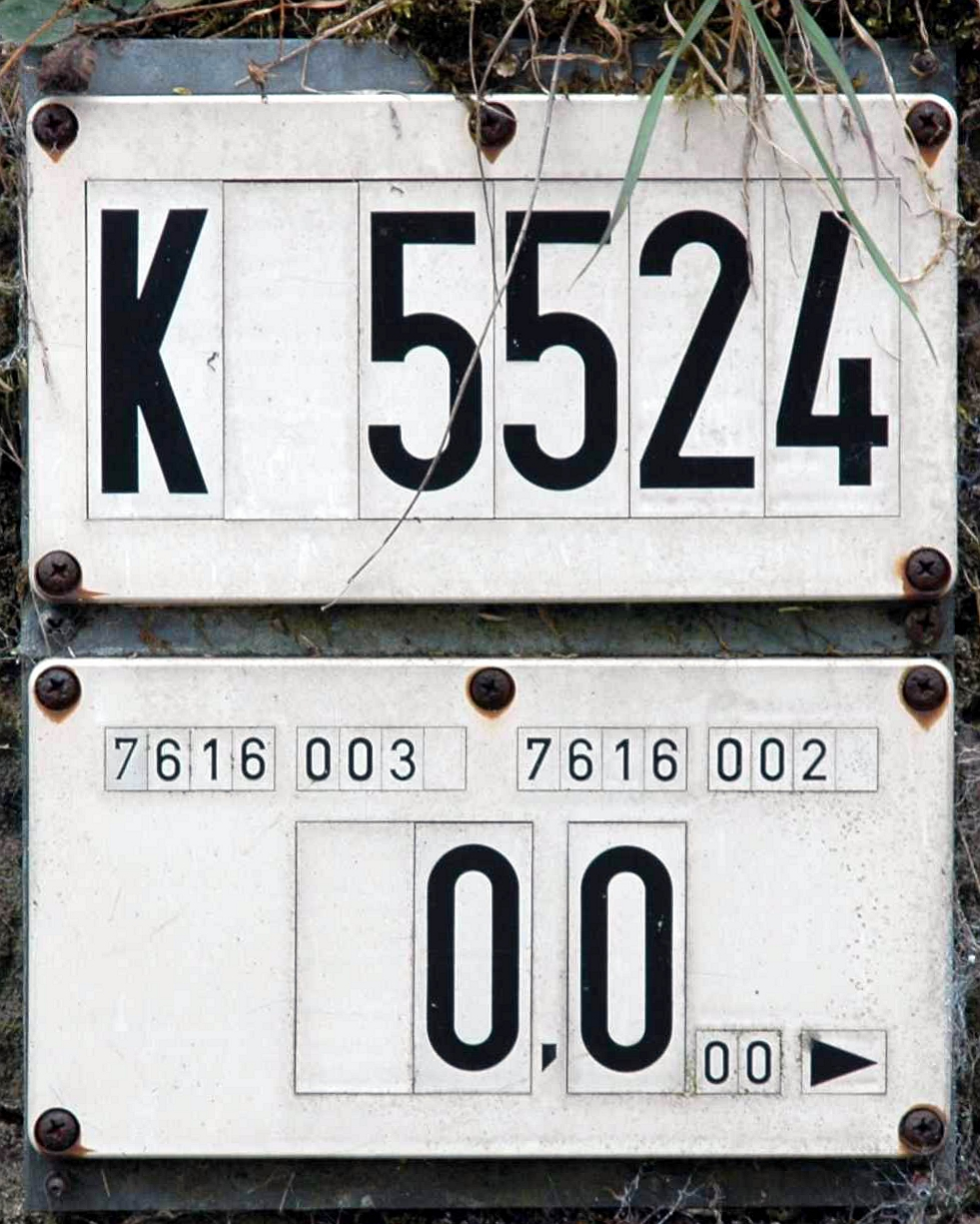
Stationszeichen

Die Liste der Kreisstraßen in Wolfsburg führt alle Kreisstraßen in der niedersächsischen kreisfreien Stadt Wolfsburg auf.

## Abkürzungen
- K: Kreisstraße
- L: Landesstraße

## Liste
Straßen und Straßenabschnitte, die unabhängig vom Grund (Herabstufung zu einer Gemeindestraße oder Höherstufung) keine Kreisstraßen mehr sind, werden kursiv dargestellt. Der Straßenverlauf wird in der Regel von Nord nach Süd und von West nach Ost angegeben.
| Nr.   | Verlauf |
| ----- | --- |
| K 1   | (K 57 im Landkreis Helmstedt) – Stadtgrenze – Volkmarsdorfer Straße – L 290 |
| K 2   | K 5 – Reislinger Straße – Sandkrugstraße – L 290 – Sandkrugstraße – Stadtgrenze – (K 60 im Landkreis Helmstedt) |
| K 3   | /L 321 – Heinrich-Nordhoff-Straße – K 90 – Heinrich-Nordhoff-Straße – Heßlinger Straße – K 5 |
| K 4   | L 290 – Brechtorfer Straße – K 34 – Brechtorfer Straße – Meinstraße – Lange Straße – Amtsstraße – |
| K 5   | – Berliner Ring – K 3 – Berliner Ring – K 2 – Berliner Ring – K 92 – Nordsteimker Straße – K 111 – Nordsteimker Straße – L 290 |
| K 28  | (K 112 im Landkreis Gifhorn) – Stadtgrenze – Weyhäuser Weg – K 114 |
| K 31  | (K 107 im Landkreis Gifhorn) – Stadtgrenze – Hannoversche Straße – K 46 – Am Hasselborn – Zum Badekoth – K 46 – Lange Trift – Brackstedter Straße – L 291 – Brackstedter Straße – Stadtgrenze – (K 98 im Landkreis Gifhorn)       |
| K 34  | Wendenstraße – K 4 |
| K 46  | (K 106 im Landkreis Gifhorn) – Stadtgrenze – Zum Kühlen Grunde – K 31 – Am Lerchenberg – Kohlgärten – – Kohlgärten – Hannoversche Straße – K 31                                                                                   |
| K 51  | Zum Fuhrenkamp – L 290 |
| K 70  | L 321 – Ehmer Straße – Fallersleber Straße – Abzweig der K 72 – Fallersleber Straße – K 73 – Fallersleber Straße – Kastanienallee – K 72 – K 73 – Brunsroder Straße – Stadtgrenze – (K 35 im Landkreis Helmstedt)                 |
| K 72  | L 321 – Am Kalkberg – Sülfelder Straße (– Abzweig zur K 70) – Brunsroder Straße – K 70/K 73 |
| K 73  | L 321 – Bahnhof-West – K 70 – K 72 – Kastanienallee – Fallersleber Straße – K 70 – Mörser Straße – Heinrich-Deumeland-Straße – K 115                                                                                              |
| K 74  | (K 37 im Landkreis Helmstedt) – Stadtgrenze – Krugstraße – K 83 – Krugstraße – L 294 |
| K 83  | K 74 – Straße nach Beienrode – Stadtgrenze – (K 38 im Landkreis Helmstedt) |
| K 111 | L 290 – Steinbeker Straße – K 5 – Nordsteimker Straße – L 290 – Hasselbachstraße – K 146 – Hasselbachstraße – Barnstorfer Straße – Neue Straße – L 294                                                                            |
| K 114 | (K 114 im Landkreis Gifhorn) – Stadtgrenze – Nordstraße – K 28 – Nordstraße – K 115 – – Nordstraße |
| K 115 | K 114 – Tappenbecker Landstraße – K 90 – Tappenbecker Landstraße – Hafenstraße – Viehtrift – L 321 – Gifhorner Straße – K 70 – Hofekamp – L 321 – Herzogin-Clara-Straße – Salzwedeler Straße – K 73 – Salzwedeler Straße – /L 294 |
| K 146 | K 111 – Waldhof |